# 新田早川町
新田早川町（にったはやかわちょう）は、群馬県太田市にある地名（町丁）。郵便番号は370-0344。

## 概要
綿打地区にある町丁。

## 地理
南西部を国道17号が通っており、それを境に伊勢崎市と接している。

### 近隣町丁
- 新田花香塚町
- 新田下江田町
- 新田上田中町

## 世帯数と人口
2022年（令和4年）3月31日現在の世帯数と人口は以下の通りである。
| 町丁       | 世帯数  | 人口   |
| ---------- | ------- | ------ |
| 新田早川町 | 725世帯 | 1691人 |

## 交通

### 鉄道
町内に鉄道は通っていない。

### 道路
- 国道17号

## 施設
- 日野自動車新田工場